# Bozoum
Bozoum es la capital de Ouham-Pendé, una de las 14 prefecturas de la República Centroafricana.

## Historia
El 13 de enero de 2014, Seleka se retiró de Bozoum. Los Anti-balaka tomaron el control de la ciudad. Los musulmanes que vivían allí fueron objeto de amenazas por parte de los milicianos. En marzo de 2017, Anti-balakas desarmó a las fuerzas de mantenimiento de la paz que intentaron ingresar a Bozoum.
En marzo de 2019, se informó que Bozoum estaba bajo el control del gobierno y que las fuerzas armadas se habían desplegado allí para proteger a las empresas chinas que operaban en la zona.
El 19 de noviembre de 2020, las fuerzas gubernamentales se retiraron de Bozoum y un mes después, el 18 de diciembre, fue capturada por rebeldes de la Coalición de Patriotas por el Cambio. Fue recapturado por las fuerzas gubernamentales el 25 de febrero de 2021.